# Veslování na Letních olympijských hrách 1900

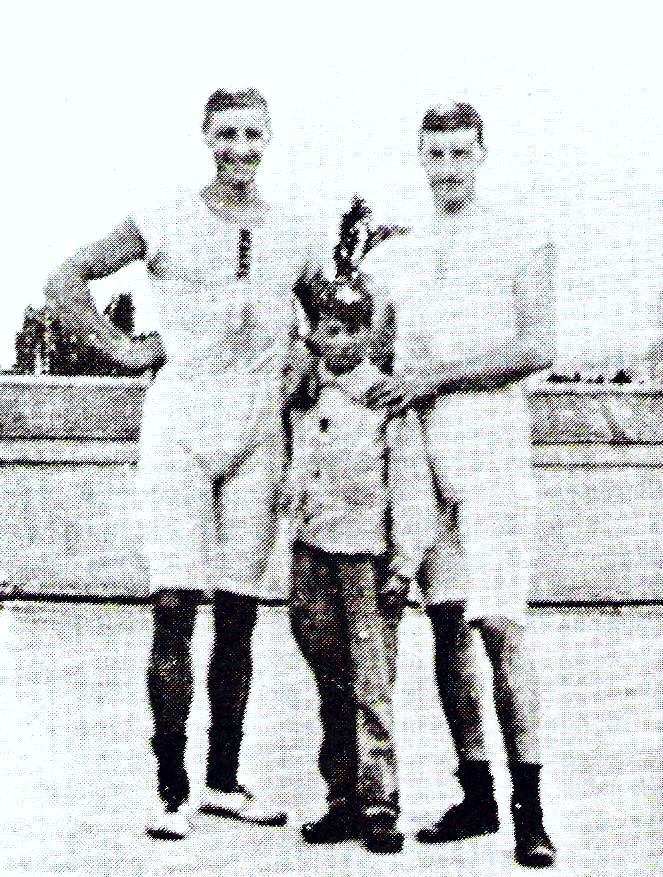
Vítězná posádka nizozemské lodi s neznámým kormidelníkem

Veslování na Letních olympijských hrách 1900 v Paříži bylo olympijskou premiérou tohoto sportu. Soutěže se konaly ve dnech 25.–27. srpna na řece Seině mezi Asnières-sur-Seine a Courbevoie. Účastnilo se 108 sportovců z osmi zemí.
Kuriózní průběh měl závod dvojek s kormidelníkem. Posádka Nizozemska, kterou tvořili zástupci klubu Minerva Amsterdam, se rozhodla těsně před finále nahradit svého kormidelníka Hermana Brockmanna náhodně vybraným místním chlapcem, aby odlehčila loď. Podařilo se jim vyhrát: není známo jméno náhradního kormidelníka ani jeho věk, který se odhaduje mezi sedmi a dvanácti lety, je tedy pravděpodobně nejmladším olympijským vítězem všech dob.

## Medailisté

### Muži
| Disciplína             | Zlato | Stříbro | Bronz |
| Skif                   | Hermann Barrelet · Francie (FRA) | André Gaudin · Francie (FRA) | George Saint Ashe · Velká Británie (GBR) |
| Dvojka s kormidelníkem | Smíšené družstvo (ZZX) · Minerva AmsterdamFrançois Brandt · Roelof Klein · Hermanus Brockmann · neznámý kormidelník                                                                    | Francie (FRA) · Société Nautique de la MarneLucien Martinet · Waleff · neznámý kormidelník | Francie (FRA) · Rowing Club CastillonCarlos Deltour · Antoine Védrenne · Raoul Paoli |
| Čtyřka s kormidelníkem | Francie (FRA) · Cercle de l'Aviron Roubaix Henri Bouckaert · Jean Cau · Emile Delchambre · Henri Hazebroucq · Charlot                                                                  | Francie (FRA) · Club Nautique de Lyon Georges Lumpp · Charles Perrin · Daniel Soubeyran · Émile Wegelin · neznámý kormidelník                                                                                              | Německo (GER) · Favorite Hammonia Wilhelm Carstens · Julius Körner · Adolf Möller · Hugo Rüster · Gustav Moths · Max Ammermann                                                                           |
| Čtyřka s kormidelníkem | Německo (GER) · Germania Ruder Club, Hamburg Gustav Goßler · Oskar Goßler · Walter Katzenstein · Waldemar Tietgens · Carl Goßler                                                       | Nizozemsko (NED) · Minerva Amsterdam Coenraad Hiebendaal · Geert Lotsij · Paul Lotsij · Johannes Terwogt · Hermanus Brockmann                                                                                              | Německo (GER) · Ludwigshafener Ruderverein Ernst Felle · Otto Fickeisen · Carl Lehle · Hermann Wilker · Franz Kröwerath                                                                                  |
| Osmiveslice            | Spojené státy americké (USA) · Vesper Boat Club William Carr · Harry DeBaecke · John Exley · John Geiger · Edwin Hedley · James Juvenal · Roscoe Lockwood · Edward Marsh · Louis Abell | Belgie (BEL) · Royal Club Nautique de Gand Jules de Bisschop · Prospère Bruggeman · Oscar de Somville · Oscar de Cock · Maurice Hemelsoet · Marcel van Crombrugge · Frank Odberg · Maurice Verdonck · Alfred van Landeghem | Nizozemsko (NED) · Minerva Amsterdam François Brandt · Johannes van Dijk · Roelof Klein · Ruurd Leegstra · Walter Middelberg · Hendrik Offerhaus · Walter Thijssen · Henricus Tromp · Hermanus Brockmann |

## Přehled medailí
| Pořadí | Země                         | Zlato | Stříbro | Bronz | Celkově |
| ------ | ---------------------------- | ----- | ------- | ----- | ------- |
| 1      | Francie (FRA)                | 2     | 3       | 1     | 6       |
| 2      | Německo (GER)                | 1     | 0       | 2     | 3       |
| 3      | Spojené státy americké (USA) | 1     | 0       | 0     | 1       |
| 3      | Smíšené družstvo (ZZX)       | 1     | 0       | 0     | 1       |
| 5      | Nizozemsko (NED)             | 0     | 1       | 1     | 2       |
| 6      | Belgie (BEL)                 | 0     | 1       | 0     | 1       |
| 7      | Velká Británie (GBR)         | 0     | 0       | 1     | 1       |
| Celkem | Celkem                       | 5     | 5       | 5     | 15      |